# Aegolius
Aegolius és un gènere d'aus de l'ordre dels estrigiformes (Strigiformes) i la família dels estrígids (Strigidae).

## Morfologia
- Són petits rapinyaires nocturns, rabassuts, de cua curta i amples ales. Les diferents espècies fan 18-27 cm de llargària.
- El plomatge és color marró fosc o negre per sobre i blanquinós o beix per sota, marcat amb ratlles o taques en les dues espècies septentrionals.
- El cap és gran, amb ulls grocs i un disc facial gran i ben definit.

## Hàbitat i distribució
Són mussols d'hàbits forestals. Totes les espècies són pròpies d'ambdues Amèriques a excepció del mussol pirinenc, que es troba a les zones boreals tant del Nou Món com del Vell. Aquesta espècie és l'única del gènere que habita als Països Catalans, restringida a la serralada del Pirineu.
Són aus residents, però les poblacions septentrionals, almenys en alguna ocasió, poden fer moviments difícils de detectar degut als hàbits nocturns.

## Alimentació
Llurs preses principals són els rosegadors i altres mamífers petits, però també mengen aus, ratpenats, insectes i altres invertebrats, en funció de la disponibilitat.

## Reproducció
Crien en buits dels arbres on ponen alguns ous. En època de reproducció fan cants repetitius a manera de xiulits.

## Taxonomia
Segons la classificació del Congrés Ornitològic Internacional (versió 13.1, 2023), aquest gènere està format per 5 espècies:
- mussol d'Acàdia (Aegolius acadicus).
- mussol pirinenc (Aegolius funereus).
- mussol de les Bermudes (Aegolius gradyi).
- mussol canyella (Aegolius harrisii).
- mussol inmaculat (Aegolius ridgwayi).